# Matt Coronato
Matthew "Matt" Coronato, född 14 november 2002, är en amerikansk professionell ishockeyforward som spelar för Calgary Flames i National Hockey League (NHL).
Han har tidigare spelat för Harvard Crimson i National Collegiate Athletic Association (NCAA) och Chicago Steel i United States Hockey League (USHL).
Coronato draftades av Calgary Flames i första rundan i 2021 års draft som 13:e spelare totalt.

## Statistik
| 2016–2017   | New Jersey Colonials U14 | AYHL        | 21 | 18 | 29 | 47  | 2   | 6 | 2 | 4 | 6  | 0 |
| 2017–2018   | Long Island Gulls U16    | AYHL        | 22 | 19 | 24 | 43  | 6   | — | — | — | —  | — |
| 2018–2019   | Salisbury School Knights |             | 30 | 15 | 17 | 32  | —   | — | — | — | —  | — |
|             | Yale Jr. Bulldogs        |             | 8  | 4  | 4  | 8   | 4   | — | — | — | —  | — |
| 2019–2020   | Chicago Steel            | USHL        | 45 | 18 | 22 | 40  | 69  | — | — | — | —  | — |
| 2020–2021   | Chicago Steel            | USHL        | 51 | 48 | 37 | 85  | 57  | 8 | 9 | 4 | 13 | 4 |
| 2021–2022   | Harvard Crimson          | NCAA        | 34 | 18 | 18 | 36  | 14  | — | — | — | —  | — |
| 2022–2023   | Calgary Flames           | NHL         | 1  | 0  | 0  | 0   | 2   | — | — | — | —  | — |
|             | Harvard Crimson          | NCAA        | 34 | 20 | 16 | 36  | 14  | — | — | — | —  | — |
| NHL totalt  | NHL totalt               | NHL totalt  | 1  | 0  | 0  | 0   | 2   | — | — | — | —  | — |
| NCAA totalt | NCAA totalt              | NCAA totalt | 68 | 38 | 34 | 72  | 28  | — | — | — | —  | — |
| USHL totalt | USHL totalt              | USHL totalt | 96 | 66 | 59 | 125 | 126 | 8 | 9 | 4 | 13 | 4 |

### Internationellt
| Källa: Uppdaterad: 2023-04-13 | Källa: Uppdaterad: 2023-04-13 | Källa: Uppdaterad: 2023-04-13 |         | Utv = Utvisningsminuter | Utv = Utvisningsminuter | Utv = Utvisningsminuter | Utv = Utvisningsminuter | Utv = Utvisningsminuter |
| År                            | Lag                           | Mästerskap                    | Matcher | Mål                     | Assists                 | Poäng                   | Utv                     |                         |
| ----------------------------- | ----------------------------- | ----------------------------- | ------- | ----------------------- | ----------------------- | ----------------------- | ----------------------- | ----------------------- |
| 2022                          | USA                           | JVM                           | 5       | 4                       | 3                       | 7                       | 0                       |                         |
| Junior totalt                 | Junior totalt                 | Junior totalt                 | 5       | 4                       | 3                       | 7                       | 0                       |                         |